# Jorge Higuaín
Jorge Nicolás "Pipa" Higuaín (Buenos Aires, 8 de junio de 1957) es un exfutbolista argentino que ocupaba el puesto de defensor.

## Vida privada
Es el padre de los exjugadores de fútbol Gonzalo Higuaín y Federico Higuaín.

## Clubes

### Como jugador
| Equipo                | País      | Año       | Partidos | Goles |
| --------------------- | --------- | --------- | -------- | ----- |
| Nueva Chicago         | Argentina | 1977-1981 | 120      | 8     |
| Gimnasia y Esgrima LP | Argentina | 1981-1982 | 78       | 4     |
| San Lorenzo           | Argentina | 1982-1986 | 97       | 9     |
| Boca Juniors          | Argentina | 1986-1987 | 59       | 5     |
| Stade Brestois 29     | Francia   | 1987-1988 | 33       | 1     |
| River Plate           | Argentina | 1988-1992 | 131      | 7     |
| Banfield              | Argentina | 1992      | 2        | 0     |
| Total                 |           |           | 520      | 34    |

### Como entrenador
| Club             | País      |
| ---------------- | --------- |
| Nueva Chicago    | Argentina |
| Atlético Tucumán | Argentina |

## Palmarés

### Campeonatos nacionales
| Título           | Club        | País      | Año     |
| ---------------- | ----------- | --------- | ------- |
| Primera División | River Plate | Argentina | 1989/90 |
| Primera División | River Plate | Argentina | A-1991  |